# Theogonos
Theogonos (altgriechisch Θεόγονος) war ein griechischer Koroplast des 1. Jahrhunderts v. Chr. aus Myrina.
Theogonos ist nur von Signaturen auf zwei Tonstatuetten bekannt, eine zeigt den Gott Eros mit Weintrauben und Hund, die andere einen gewandeten Epheben. Die Statuette des Eros befindet sich im Cabinet des Médailles der Bibliothèque nationale de France in Paris, die des Epheben im Archäologischen Museum Istanbul.